# Meschrabpom

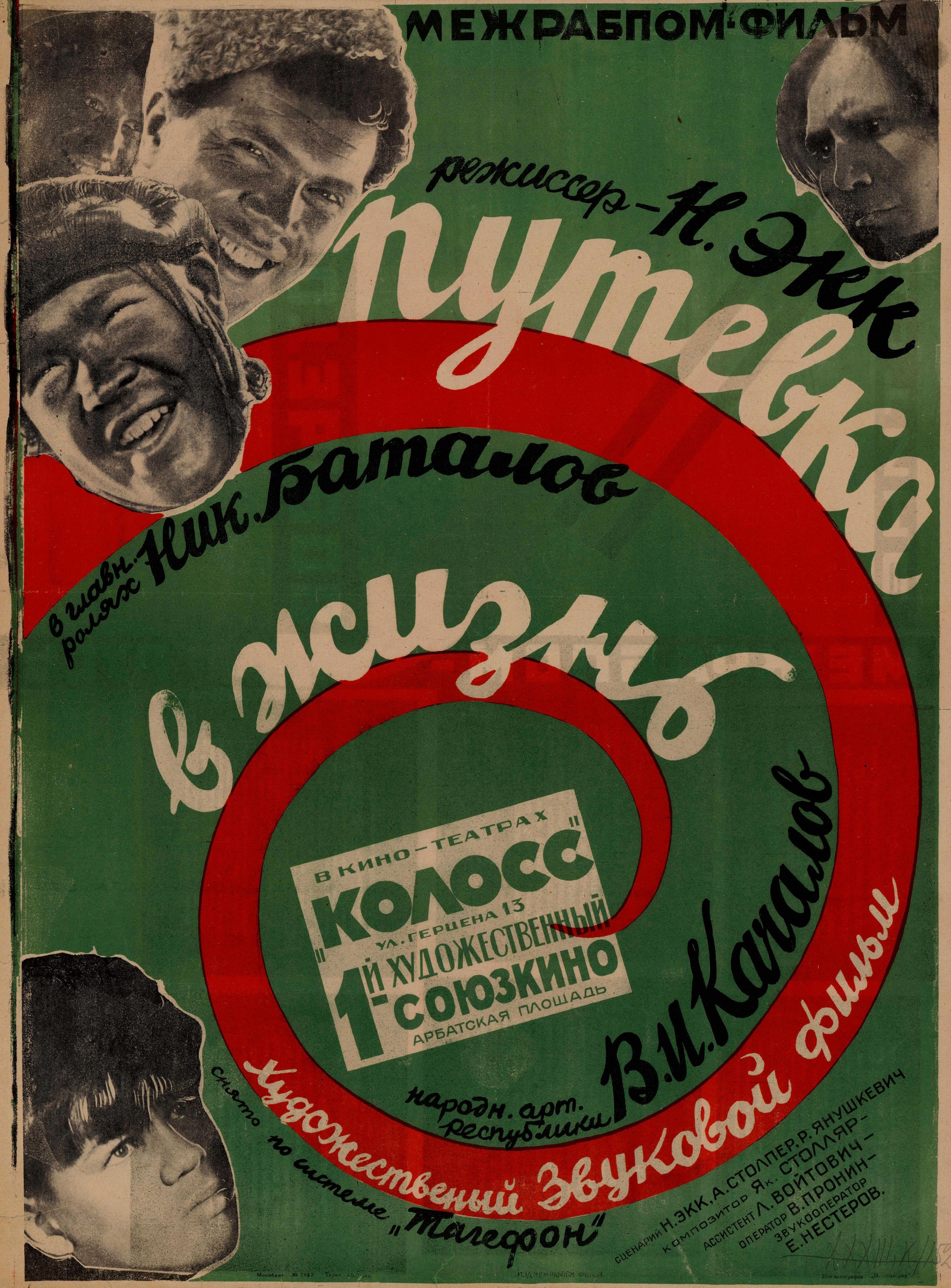
Poster des von Meschrabpom-Film produzierten ersten sowjetischen Tonfilms Der Weg ins Leben von Nikolai Ekk, 1931

Meschrabpom (Akronym für russisch Международная рабочая помощь (Межрабпом), Internationale Arbeiterhilfe) war eine sowjetische Filmgesellschaft.

## Geschichte
Sie wurde am 8. März 1923 durch den Zusammenschluss des Studio Rus und der 1922 eröffneten Filmabteilung der Internationalen Arbeiterhilfe (IAH) als Meschrabpom-Rus (Межрабпом-Русь) gegründet. Trotz staatlicher Kontrolle durch Sowkino konnte sie sich eine gewisse Eigenständigkeit bewahren. Bei ihr entstanden zirka 600 Filme. Die private Aktiengesellschaft Studio Rus hatte sich von dem Zusammenschluss mit der IAH eine ideologische Absicherung ihrer Produktion erhofft, war jedoch in der Sowjetunion bis zu ihrer Auflösung 1936 beständig als „bürgerlich“ und „unproletarisch“ attackiert worden – während Meschrabpom-Rus im Ausland als Beispiel proletarischen Filmschaffens gepriesen wurde.
Meschrabpom-Rus produzierte unter anderem Filme von Jakow Protasanow (Aelita, 1924), Wsewolod Pudowkin (Das Ende von Sankt Petersburg, 1927) und Boris Barnet (Das Mädchen mit der Hutschachtel, 1927).
Von 1928 bis 1936 agierte die Gesellschaft unter dem Namen Meschrabpom-Film (Межрабпом-фильм) und war 1928/29 gemeinsam mit der Prometheus Film an zwei deutsch-sowjetischen Gemeinschaftsproduktionen beteiligt. 1934 wurde das Studio in „Rot Front“ umbenannt, deutsche Emigranten auf der Flucht vor den Nazis sollten hier tätig werden und den Film Kämpfer über den Reichstagsbrand drehen. Aber etliche der deutschen Mitwirkenden wurden noch während der Dreharbeit verhaftet und fielen dem Stalinschen Terror zum Opfer.
Nachdem 1935 beschlossen war, die IAH aufzulösen, ging ihre Film-Sparte in Moskau an das staatliche Filmmonopol, 1936 wurde das Studio geschlossen. Zur Auflösung des Studios kam es nach Einschätzung des Slawisten Eberhard Nembach, da die Meschrabpom-Film als unabhängige Organisation für die Funktionäre langfristig kaum zu durchschauen, geschweige denn zu kontrollieren gewesen sei. Außerdem hätten die undurchschaubaren Auslandskontakte die Meschrabpom-Film den misstrauischen Funktionären verdächtig erscheinen lassen. Danach wurde die Meschrabpom-Film zur Sojusdetfilm (Союздетфильм, akronymisch für Unions-Kinderfilm) – eine Produktionsgesellschaft für Kinder- und Jugendfilme. Als Auszeichnung für eine gefeierte Film-Trilogie über Maxim Gorki wurde sie 1948 ehrenhalber in Gorki Filmstudios umbenannt. Dieses Studio existiert noch heute.
Geschäftsführer von Meschrabpom-Rus und Meschrabpom-Film waren Francesco Misiano (etwa 1923 bis 1934), Wladimir Babitzki (1934) und Timofei Samsonow (1934 bis 1936).

## Filme (Auswahl)
- 1924: Aelita
- 1925: Der Schneider von Torshok
- 1927: Moskau, wie es weint und lacht
- 1928: Der gelbe Paß
- 1931: Der Weg ins Leben (Putjowka w schisn)
- 1933: Der Deserteur
- 1934: Der Aufstand der Fischer
- 1937: Gobseck

## Dokumentarfilme
- Alexander Schwarz (Regie): Die rote Traumfabrik, Arte/ZDF 2011, 56 Min. Youtube-Video